# Папоротниково
Папортниково (до 1948 — Меронмяки, фин. Meronmäki) — упразднённый посёлок на территории Красносельского сельского поселения Выборгского района Ленинградской области.

## Название
Согласно постановлению общего собрания граждан зимой 1948 года деревне Меронмяки было выбрано новое название — Берёзовка. Позднее, по настоянию комиссии по переименованию, название было изменено на Папоротниково. Основание переименования неизвестно. Возможно, оно образовано от фамилии погибшего воина, сведения о котором отсутствуют.
Переименование было закреплено указом Президиума ВС РСФСР от 13 января 1949 года.

## История

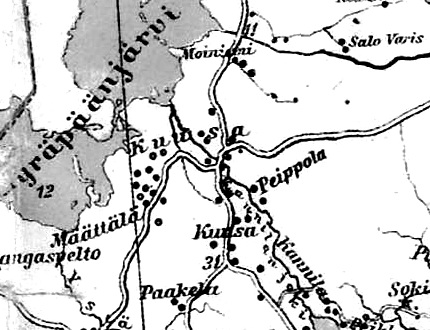
Деревня Кууса на финской карте 1923 года

До 1939 года деревня Меронмяки, часть большой деревни Кууса, входила в состав волости Муолаа Выборгской губернии Финляндской республики.
С 1 января 1940 года по 30 сентября 1948 года — в составе Алакусского сельсовета Раутовского района. 
С 1 июля 1941 года по 31 мая 1944 года — финская оккупация. 
С 1 октября 1948 года — в составе Климовского сельсовета Сосновского района.
С 1 января 1949 года учитывается административными данными, как деревня Папортниково. 
В 1954 году население посёлка составляло 116 человек. В 1956 году население посёлка составляло 22 человека.
С 1 декабря 1960 года — в составе Правдинского сельсовета Рощинского района. 
С 1 февраля 1963 года — в составе Выборгского района.
Согласно данным 1966 года деревня Папортниково входила в состав Правдинского сельсовета.
Согласно данным 1973 и 1990 годов посёлок Папортниково входил в состав Красносельского сельсовета.
В 1997 году в посёлке Папортниково Красносельской волости проживали 2 человека.
13 декабря 2001 года, согласно закону Ленинградской области № 74-оз, посёлок Папоротниково вошёл в состав посёлка Климово.

## География
Посёлок располагался в восточной части района на автодороге 41К-152 (подъезд к пос. Пчёлино).
Расстояние до административного центра поселения — 13 км. 
Расстояние до ближайшей (недействующей) железнодорожной станции Житково — 20 км. 
Посёлок находился на правом берегу реки Пчелинка.